# Nummer-et hits i Danmark i 2013
Nummer-et hits i Danmark i 2013 er en liste over de singler der lå nummer et på den danske singlehitliste i 2014. Den var udarbejdet af International Federation of the Phonographic Industry og Nielsen Soundscan, og blev udgivet af hitlisten.nu.

## Historie
| Dato          | Sang                                 | Kunstner                                 | Kilde  |
| ------------- | ------------------------------------ | ---------------------------------------- | ------ |
| 4. januar     | "Diamonds"                           | Rihanna                                  | [ 1 ]  |
| 11. januar    | "Gangnam Style"                      | Psy                                      | [ 2 ]  |
| 18. januar    | "Scream & Shout"                     | will.i.am featuring Britney Spears       | [ 3 ]  |
| 25. januar    | "Suit & Tie"                         | Justin Timberlake featuring Jay-Z        | [ 4 ]  |
| 1. februar    | "Thrift Shop"                        | Macklemore and Ryan Lewis featuring Wanz | [ 5 ]  |
| 8. februar    | "United"                             | Nik & Jay featuring Lisa Rowe            | [ 6 ]  |
| 15. februar   | "Thrift Shop"                        | Macklemore and Ryan Lewis featuring Wanz | [ 7 ]  |
| 22. februar   | "One Way or Another (Teenage Kicks)" | One Direction                            | [ 8 ]  |
| 1. marts      | "Stay"                               | Rihanna featuring Mikky Ekko             | [ 9 ]  |
| 8. marts      | "Thrift Shop"                        | Macklemore and Ryan Lewis featuring Wanz | [ 10 ] |
| 15. marts     | "Gå med dig"                         | Nephew featuring Marie Key               | [ 11 ] |
| 22. marts     | "Din for evigt"                      | Burhan G                                 | [ 12 ] |
| 29. marts     | "Let Her Go"                         | Passenger                                | [ 13 ] |
| 5. april      | "Børn af natten"                     | Panamah                                  | [ 14 ] |
| 12. april     | "Let Her Go"                         | Passenger                                | [ 15 ] |
| 19. april     | "Let Her Go"                         | Passenger                                | [ 16 ] |
| 26. april     | "Get Lucky"                          | Daft Punk featuring Pharrell Williams    | [ 17 ] |
| 3. maj        | "Get Lucky"                          | Daft Punk featuring Pharrell Williams    | [ 18 ] |
| 10. maj       | "Get Lucky"                          | Daft Punk featuring Pharrell Williams    | [ 19 ] |
| 17. maj       | "Get Lucky"                          | Daft Punk featuring Pharrell Williams    | [ 20 ] |
| 24. maj       | "Only Teardrops"                     | Emmelie de Forest                        | [ 21 ] |
| 31. maj       | "Only Teardrops"                     | Emmelie de Forest                        | [ 22 ] |
| 7. juni       | "Get Lucky"                          | Daft Punk featuring Pharrell Williams    | [ 23 ] |
| 14. juni      | "Get Lucky"                          | Daft Punk featuring Pharrell Williams    | [ 24 ] |
| 21. juni      | "Get Lucky"                          | Daft Punk featuring Pharrell Williams    | [ 25 ] |
| 28. juni      | "Wake Me Up"                         | Avicii                                   | [ 26 ] |
| 5. juli       | "Wake Me Up"                         | Avicii                                   | [ 27 ] |
| 12. juli      | "Wake Me Up"                         | Avicii                                   | [ 28 ] |
| 19. juli      | "Wake Me Up"                         | Avicii                                   | [ 29 ] |
| 26. juli      | "Wake Me Up"                         | Avicii                                   | [ 30 ] |
| 2. august     | "Wake Me Up"                         | Avicii                                   | [ 31 ] |
| 9. august     | "Wake Me Up"                         | Avicii                                   | [ 32 ] |
| 16. august    | "Wake Me Up"                         | Avicii                                   | [ 33 ] |
| 23. august    | "Wake Me Up"                         | Avicii                                   | [ 34 ] |
| 30. august    | "Kalder mig hjem"                    | Burhan G                                 | [ 35 ] |
| 6. september  | "Kalder mig hjem"                    | Burhan G                                 | [ 36 ] |
| 13. september | "Dimitto (Let Go)"                   | Kato & Safri Duo feat. Bjørnskov         | [ 37 ] |
| 20. september | "Olivia"                             | Rasmus Seebach                           | [ 38 ] |
| 27. september | "Olivia"                             | Rasmus Seebach                           | [ 39 ] |
| 4. oktober    | "Olivia"                             | Rasmus Seebach                           | [ 40 ] |
| 11. oktober   | "Olivia"                             | Rasmus Seebach                           | [ 41 ] |
| 18. oktober   | "Heartbreaker"                       | Justin Bieber                            | [ 42 ] |
| 25. oktober   | "All That Matters"                   | Justin Bieber                            | [ 43 ] |
| 1. november   | "Hold Tight"                         | Justin Bieber                            | [ 44 ] |
| 8. november   | "Story of My Life"                   | One Direction                            | [ 45 ] |
| 15. november  | "Bad day"                            | Justin Bieber                            | [ 46 ] |
| 22. november  | "Sandstorm"                          | Rasmus Seebach                           | [ 47 ] |
| 29. november  | "Diana"                              | One Direction                            | [ 48 ] |
| 6. december   | "Roller Coaster"                     | Justin Bieber                            | [ 49 ] |
| 13. december  | "I en Stjerneregn af Sne"            | Mads Langer                              | [ 50 ] |
| 20. december  | "Confident"                          | Justin Bieber feat. Chance The Rapper    | [ 51 ] |
| 27. december  | "I en stjerneregn af sne"            | Mads Langer                              | [ 52 ] |